# Yann Fior
Pour les articles homonymes, voir Fior.
Pas d'image ? Cliquez ici

a Compétitions nationales et continentales officielles uniquement.

b Matchs officiels uniquement.
Dernière mise à jour le 9 décembre 2017.
Yann Fior, né le 19 juin 1986 à Aire-sur-l'Adour (Landes), est un joueur de rugby à XV français qui évolue au poste d'ailier ou d'arrière au sein de l'effectif du CA Brive (1,93 m pour 102 kg). Il est le fils de Freddy Fior, ancien international junior de l'équipe de France et champion de France du groupe B avec Aire-sur-l'Adour en 1982, et le frère de Loïc Fior, pilier ayant joué au SU Agen et au FC Auch.

## Biographie
Formé à Aire-sur-l'Adour, il rejoint le centre de formation du Stade montois en 2002 et y fait ses débuts en équipe première, participant notamment à la demi-finale de Pro D2 en 2005. Il signe à Castres en 2005 puis à La Rochelle une saison plus tard.
En 2009, il signe à Biarritz mais se blesse gravement aux ligaments croisés durant l'intersaison en jouant au beach-volley. Peu utilisé, il signe à Brive en 2011. Une succession de blessures à la cuisse l'empêche à nouveau d'enchaîner les matchs et le contraint à mettre un terme à sa carrière professionnelle en 2013.

## Palmarès

### En club
- champion d’Aquitaine 2001[10]
- Finaliste des phases finales de Pro D2 : 2007

### En équipe nationale
- Équipe de France -21 ans : champion du monde 2006 en France (5 sélections, 2 essais en demi-finale, 2 transformations)[11]
- Équipe de France -19 ans : finaliste du championnat du monde 2005 en Afrique du Sud (4 sélections)
- Équipe de France -18 ans